# Apamea horrida
Apamea horrida là một loài bướm đêm trong họ Noctuidae.